# Операция «Дугман-5»
Операция «Дугман-5» (ивр. מבצע דוגמן 5‎, араб. العملية نموذج 5‎) — операция, проведённая Военно-воздушными силами Израиля на второй день Войны Судного дня 7 октября 1973 года.
Целью операции было уничтожение сирийской системы противовоздушной обороны вдоль Голанских высот. В налёте были задействованы более 100 самолётов, вооружённых кассетными бомбами и ракетами. Из-за отсутствия обновлённых разведданных и поспешности в планировании операция завершилась полным провалом.
По данным Олега Грановского было потеряно 6 израильских самолётов и ещё 6 повреждено, при этом был уничтожен лишь один и повреждён ещё один сирийский зенитно-ракетный комплекс.
В 12:00 после окончания операции начальник израильского генштаба Давид Элазар доложил министру обороны Моше Даяну о 9 потерянных «Фантомах».

Бенни Пелед атаковал и результаты были не хорошие. Это стоило нам девяти «Фантомов»…. Сейчас мы пытаемся перераспределиться
— Давид Элазар, начальник генштаба Израиля, доклад Моше Даяну
Изучая причины провала операции, командиры израильских ВВС заявили, что атака готовилась на основе разведывательных фотографий мест дислокации сирийских ЗРК «Квадрат». При этом атака была начата через несколько часов после разведполёта, за которое мобильные ЗРК «Квадрат» поменяли своё местоположение и израильские лётчики просто не могли их обнаружить.